# Advanced Trauma Life Support
Advanced Trauma Life Support (ATLS, letterlijk: gevorderde levensondersteuning bij ongevallen) is een protocol voor trauma-artsen en -verpleegkundigen om op een trauma-afdeling de juiste keuzes te kunnen maken. Het protocol stelt duidelijke prioriteiten en is een hulp in de soms chaotische situaties die kunnen ontstaan. Het is bedacht in de Verenigde Staten en wordt in vijftig verschillende landen gebruikt. In 1995 werd het in Nederland geïntroduceerd.

## Geschiedenis
In 1976 vloog orthopedisch chirurg Dr. James K. Styner met zijn familie, als piloot een klein vliegtuig. Het vliegtuig stortte neer in een veld in Nebraska. Zijn echtgenote was op slag dood en drie van de vier kinderen waren zwaargewond. Er was niemand om te helpen. Liftend is hij met de gewonden naar een ziekenhuis gegaan maar het ziekenhuis bleek gesloten te zijn. Nadat het ziekenhuis open ging en hulp op gang kwam bleek de medische opvang slecht en inadequaat te zijn. 
Toen hij terug op zijn werk kwam ontwikkelde hij samen met zijn collega Paul 'Skip' Collicott de ATLS cursus. De eerste cursus werd gegeven in 1978. In 1980 heeft de American College of Surgeons Committee de cursus ingelijfd.

## Het protocol
Het systeem werkt volgens twee basisprincipes:
1. Behandel eerst wat eerst dodelijk zou zijn. (Treat first what kills first.)
2. Maak de situatie van de patiënt niet nog erger. (Do no further harm.)

Eerst moeten de vitale functies veilig gesteld worden. Wanneer een arts zou beginnen met het behandelen van een gebroken been  terwijl de patiënt geen hartslag meer heeft of een onvoldoende zuurstofverzadiging, sterft de patiënt. Om dit te voorkomen is er de ABCDE-regel:
- Airway: zorg dat de ademweg vrij is (en zorg voor stabilisatie van de nekwervels).
- Breathing: zorg dat de ademhaling goed is en geef zuurstof.
- Circulation: zorg dat de circulatie op orde gebracht wordt en stop ernstig bloedverlies.
- Disability: onderzoek de neurologische toestand van de patiënt en bloed-glucosewaarde (= DEFG; don't ever forget glucose).
- Exposure: voorkom onderkoeling en ontkleed de patiënt.
- Secondary survey: onderzoek andere lichaamsverwondingen.